# 亚当斯环形山
亚当斯环形山（Adams）是月球正面东南部山区一座环形山，约形成于酒海纪，其名称取自英国数学家、天文学家约翰·柯西·亚当斯以及美国二名天文学家沃尔特·西德尼·亚当斯和查理斯·希区柯克·亚当斯，1970年被国际天文联合会正式批准接受。

## 描述

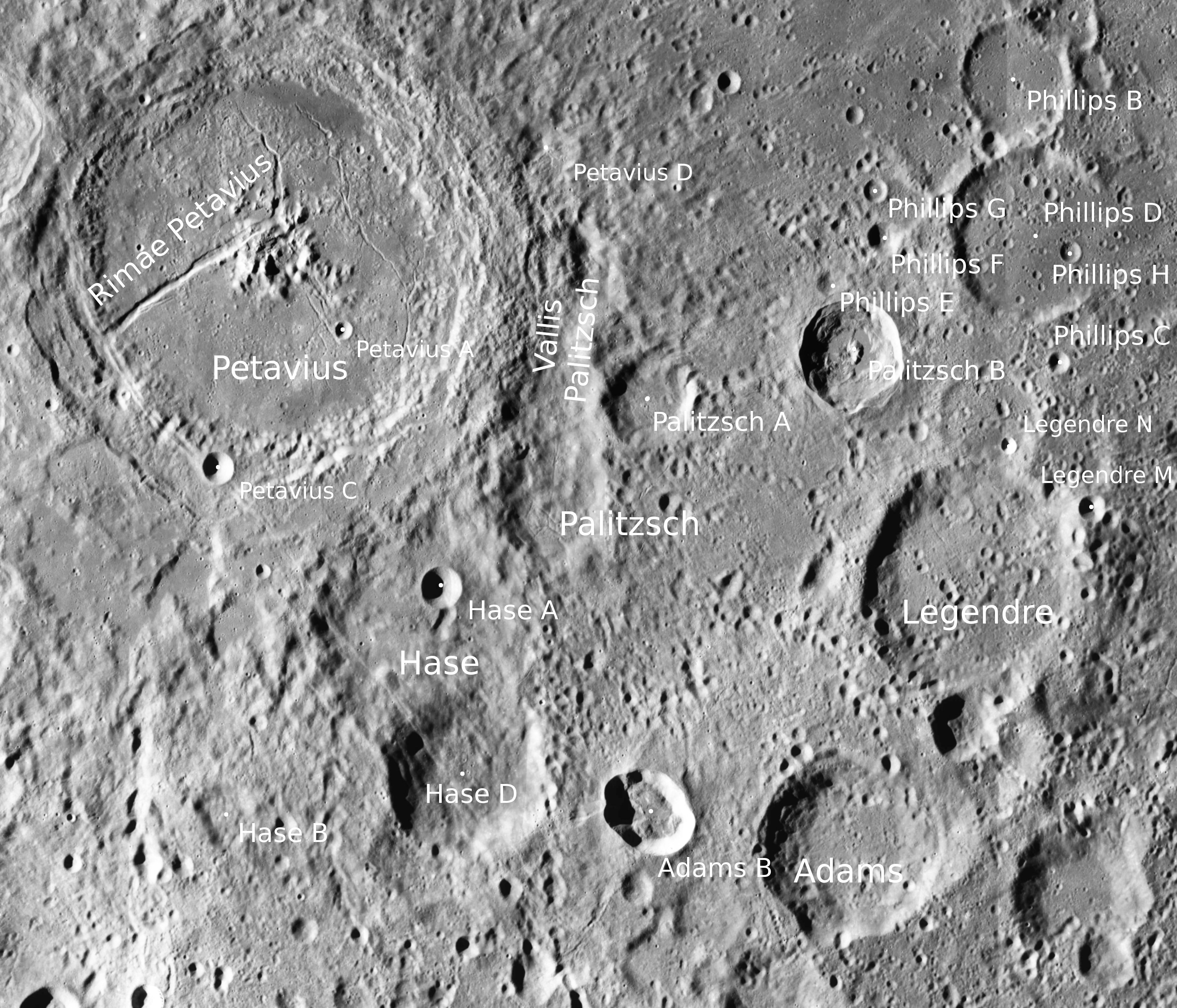
亚当斯环形山周边图，月球勘测轨道器拍摄。

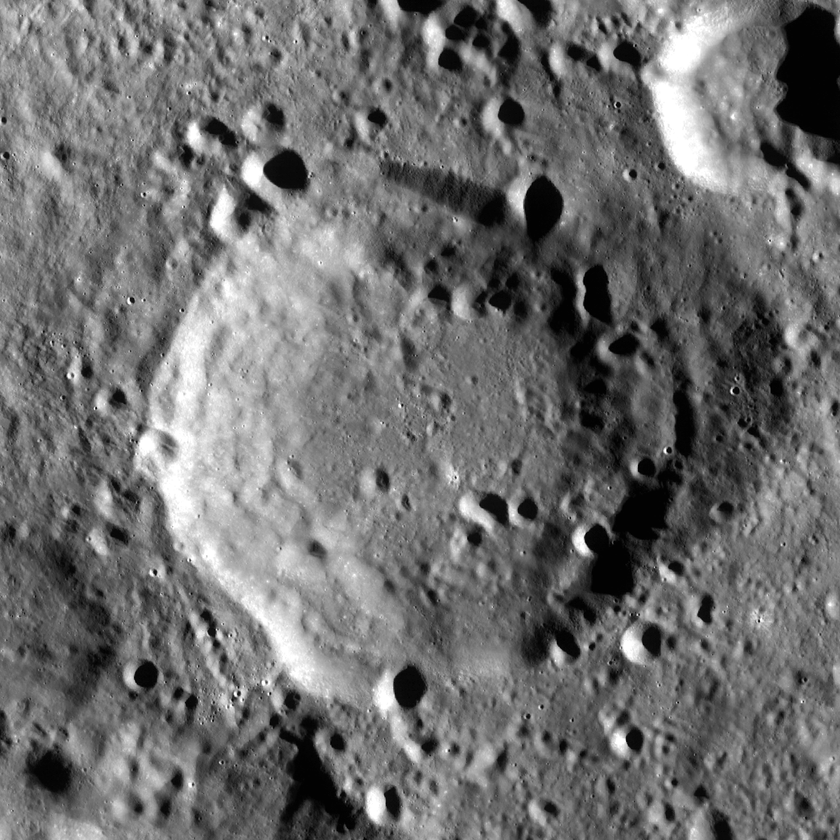
亚当斯环形山，月球勘测轨道器拍摄。

该陨坑东北毗邻勒让德环形山、西北分别坐落着哈泽环形山和培特威物斯环形山、而弗内留斯环形山则位于它的西南。亚当斯环形山的西南面分布着一组被称为哈泽月溪的沟系，其中最长的一条朝东南方向延伸。
该陨石坑的中心月面坐标为31°54′S 68°12′E / 31.9°S 68.2°E，直径63.3公里，
深度4.19公里。
亚当斯环形山外观大体呈圆形，部分边缘已被撞击坑侵蚀，南侧壁有明显的塌陷。坑壁最高较周边地形高出1260米，坑底特征不明显，仅分布着少量细小的陨坑。

## 卫星环形山
按惯例，这些最靠近亚当斯环形山的卫星坑，将通过在其陨坑中心点旁放置一字母而在月球地图上标示出来。
| 亚当斯 | 纬度    | 经度    | 直径    |
| ------ | ------- | ------- | ------- |
| B      | 31.5° S | 65.6° E | 28 公里 |
| C      | 32.3° S | 65.5° E | 10 公里 |
| D      | 32.5° S | 71.6° E | 42 公里 |
| M      | 34.8° S | 69.2° E | 24 公里 |
| P      | 35.2° S | 71.0° E | 24 公里 |

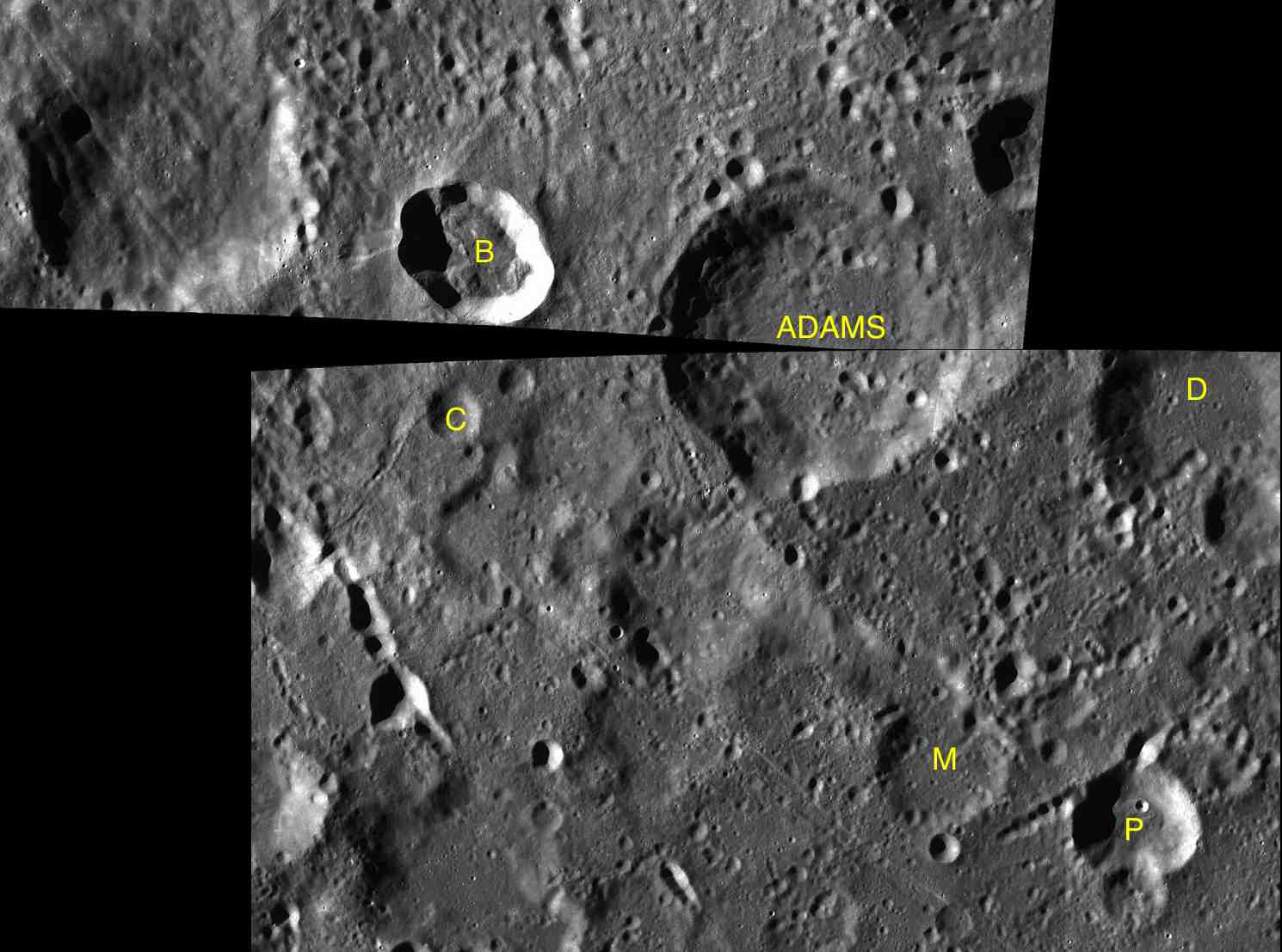
LAC-98与LAC-115拼接图.

- 卫星坑“亚当斯 B”被月球和行星天文协会（ALPO）列入《带有明亮射纹系统的撞击坑列表》[5]；
- 卫星坑“亚当斯 B”被月球及行星观测者协会（ALPO）列入《内侧壁坡带有暗黑辐射纹的撞击坑列表》[6]。

## 延伸阅读
- Andersson, L. E.; Whitaker, E. A. . NASA RP-1097. 1982.
- Blue, Jennifer. . USGS. July 25, 2007  [2007-08-05].
- Bussey, B.; Spudis, P. . New York: Cambridge University Press. 2004. ISBN 0-521-81528-2.
- Cocks, Elijah E.; Cocks, Josiah C. . Tudor Publishers. 1995. ISBN 0-936389-27-3.
- McDowell, Jonathan. . Jonathan's Space Report. July 15, 2007  [2007-10-24].
- Menzel, D. H.; Minnaert, M.; Levin, B.; Dollfus, A.; Bell, B. . Space Science Reviews. 1971-06, 12 (2). Bibcode:1971SSRv...12..136M. ISSN 0038-6308. doi:10.1007/BF00171763 （英语）.
- Moore, Patrick. . Sterling Publishing Co. 2001. ISBN 0-304-35469-4.
- Price, Fred W. . Cambridge University Press. 1988. ISBN 0521335000.
- Rükl, Antonín. . Kalmbach Books. 1990. ISBN 0-913135-17-8.
- Webb, Rev. T. W.  6th revision. Dover. 1962. ISBN 0-486-20917-2.
- Whitaker, Ewen A. . Cambridge University Press. 1999. ISBN 0-521-62248-4.
- Wlasuk, Peter T. . Springer. 2000. ISBN 1852331933.